# اندیس آنومالی قادر آباد
آنومالی قادر آباد یک اندیس فلزی است که در حوالی شهر سعادت آباد استان فارس قرار دارد و مادهٔ معدنی موجود در آن، طلا است.سنگ میزبان این اندیس مارن سبز زیتونی است و دیرینگی آن به دوران کواترنری می‌رسد. 